# Geoffrey Palmer (Politiker)

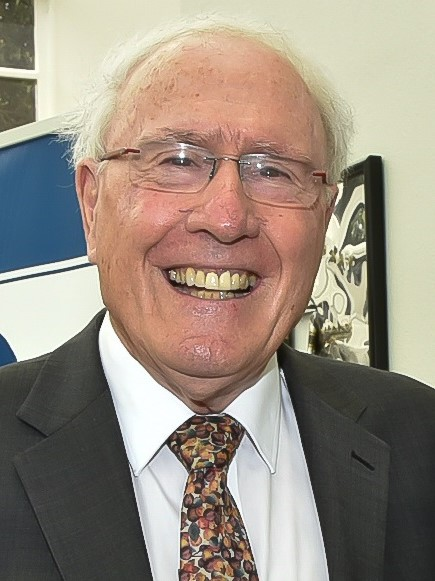
Geoffrey Palmer (2020)

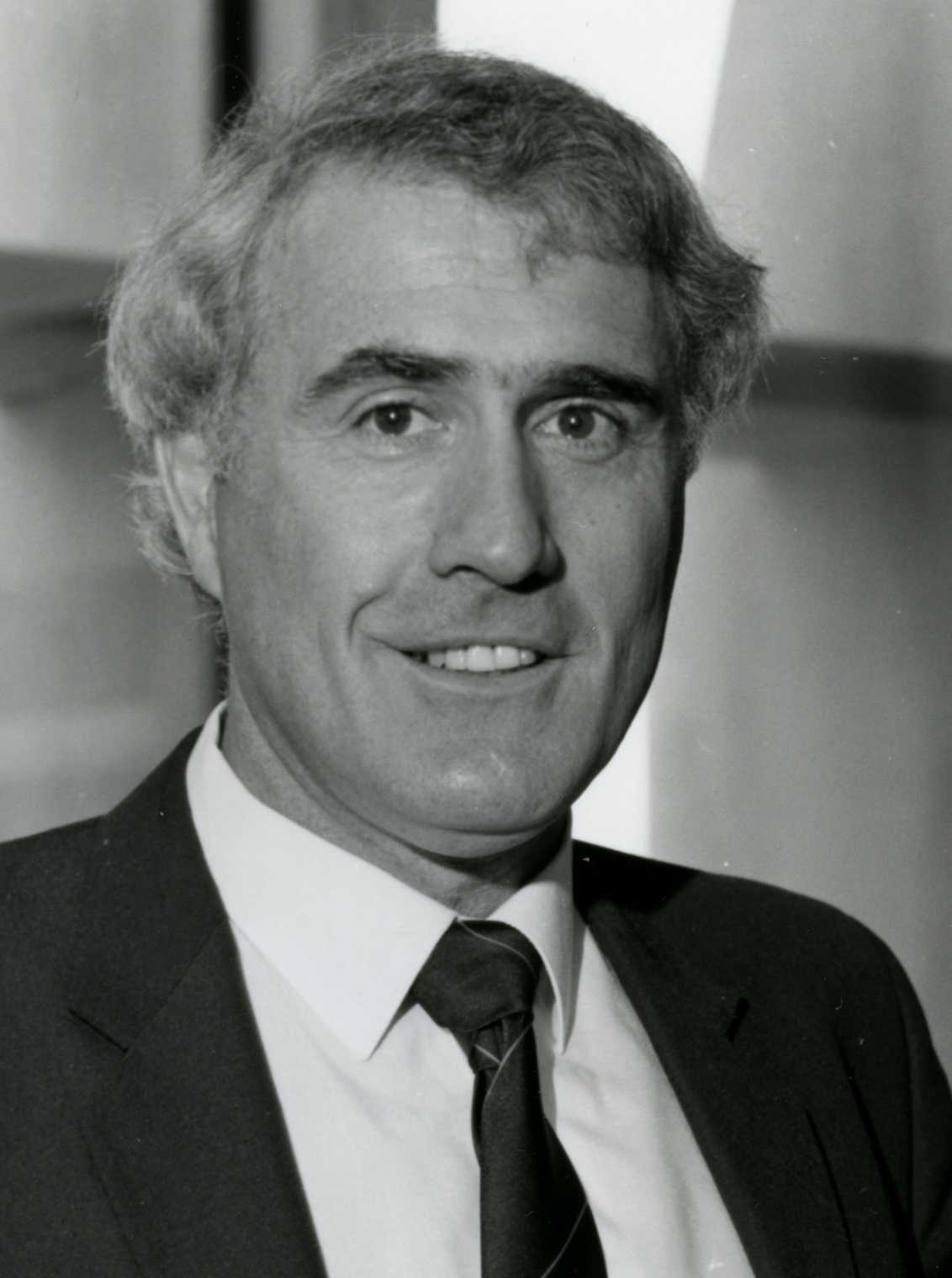
Geoffrey Palmer (1986)

Sir Geoffrey Winston Russell Palmer (* 21. April 1942 in Nelson) ist ein neuseeländischer Politiker der New Zealand Labour Party. Von August 1989 bis zum September 1990 war er Premierminister von Neuseeland. Er war maßgeblich am New Zealand Bill of Rights Act 1990 beteiligt, einem Gesetz, das grundlegende Bürgerrechte garantiert.

## Leben
Palmer besuchte das Nelson College in seinem Geburtsort, anschließend studierte er an der Victoria University of Wellington bis 1964 Politik- und Rechtswissenschaft. In Chicago schloss er 1967 seine Ausbildung zum Juristen ab. Einige Zeit unterrichtete er an der University of Iowa und der University of Virginia in den USA. Nebenbei arbeitete er als Berater für die australische Regierung. 1974 wurde er Professor in Wellington.
1979 wurde Palmer im Wahlkreis Christchurch ins Parlament gewählt. Ab 1983 führte er die Labour Party in der Opposition an. Seine Partei konnte 1984 die Wahlen gewinnen, er wurde stellvertretender Premierminister unter David Lange, oberster Regierungsberater und Justizminister. In der folgenden Legislaturperiode besetzte er das Amt des Umweltministers, für das er sich persönlich interessierte. Nach einer umfangreichen Wirtschaftsreform durch Finanzminister Roger Douglas kam es zu einer Krise in der Labour Party. Die umfangreichen Privatisierungen sowie die Abschaffung von Subventionen und Zöllen waren bei der Bevölkerung sehr unbeliebt. Lange musste zuerst Douglas entlassen und im August zurücktreten. Als sein Stellvertreter wurde Palmer Regierungschef.
In der Öffentlichkeit wurde Palmer mit den unbeliebten Reformen in Verbindung gebracht und hatte vom Anfang an einen schweren Stand. An seiner Stelle trat Mike Moore bei der Wahl 1990 an und verlor deutlich gegen Jim Bolger. Palmer kehrte an die Victoria University zurück, wo er Rechtswissenschaften unterrichtete. Gleichzeitig war er Professor an der University of Iowa und arbeitete als Rechtsberater. 1994 gründete er mit Mai Chen eine Kanzlei. Darüber hinaus fungierte er in den 1990er Jahren in einem Fall als Ad-hoc-Richter am Internationalen Gerichtshof in Den Haag. Seit Dezember 2002 vertritt er Neuseeland bei der Internationalen Walfangkommission. Außerdem leitet er seit dem 1. Dezember 2005 eine Kommission, welche die neuseeländischen Gesetze überprüfen und überarbeiten soll. Er ist Mitglied des Ordens und Träger des Order of St. Michael and St. George und Träger des Order of Australia.